# Piper recreoense
Piper recreoense är en pepparväxtart som beskrevs av William Trelease. Piper recreoense ingår i släktet Piper och familjen pepparväxter. Inga underarter finns listade i Catalogue of Life.